# Варес, Тынис
Тынис Варес (эст. Tõnis Vares; 23 июля 1859, дер. Ляткалу, Вильяндимаа, Эстляндская губерния, Российская империя — 27 июня 1925, Таллин, Эстония) — эстонский политический и государственный деятель, дипломат, юрист, судья, банкир
.

## Биография
В 1882 году экстерном сдал экзамены в ревельской Александровской гимназии, окончил Рижскую духовную семинарию.
До 1887 года изучал право на юридическом факультете Императорского Санкт-Петербургского университета.
В 1882–1884 годах работал переводчиком и советником по эстонским вопросам в редакции газеты сенатора В. Манассеина. В 1888-1899 годах — Т. Варес был кандидатом на судебные должности в Таллине. С 1903 года - уполномоченный по крестьянским делам в Хаапсалу, а с 1903 г. был чиновником при генерал-губернаторе в Вильно.
С 1914 по 1917 год Т. Варес работал в Министерстве финансов Российской империи в Петрограде, а был членом Совета Крестьянского банка в Риге и Петербурге, с 1914 по 1917 год - помощник начальника Главного управления косвенных налогов. За хорошую службу был удостоен звания тайного советника Российской империи.
В марте 1917 года Т. Варес вернулся на родину. В 1919 году назначен помощником министра финансов, а с 28 июля по 26 октября 1920 года работал министром финансов Эстонской Республики. Будучи министром финансов, Т. Варес был также председателем специальной комиссии, созданной для возвращения эстонских активов, эвакуированных в Россию до августа 1920 г.
С 14 февраля 1921 по 21 июня 1922 года был первым послом Эстонии в России.
После ухода со службы в министерстве иностранных дел Эстонии до июля 1924 года был членом Верховного суда Эстонии, затем до 1925 года работал директором Банка Эстонии.
Похоронен на Александро-Невском кладбище в Таллине.